# 我的馬拉松
《我的馬拉松》（韓語：말아톤）是一部2005年上映的韓國電影，根據一名有自閉症的馬拉松選手裴炯振的故事改編。該片為第42屆大鐘獎最佳影片，曹承佑也憑藉此拿下大鐘獎及百想藝術大賞影帝。

## 劇情介紹
尹楚原表面看來是一位正常青年，但他先天患有自閉症，唯一可以溝通的就只有母親和馬拉松。母親揹負著這樣的現實，比別人付出雙倍的努力照顧他。有一天，楚原的學校來了專業的馬拉松選手孫正旭，母親發覺楚原熱愛跑步，便請求正旭將兒子收歸為徒，後來，在孫正旭慢慢的訓練下，也變得更加厲害，可是孫正旭和楚原的媽媽吵架後，便把楚原帶走。有一天，楚原媽媽倒下來了，因為太累而引發胃潰瘍，在媽媽倒下來之前，楚原的弟弟尹中原原本就反對楚原跑步，可是楚原還是不放棄的邁進。孫正旭之前就幫他報名參加馬拉松，不幸被中原看見，便把馬拉松的證件丟去旁邊，還好楚原有看到了馬拉松的證件帶.....

## 演員陣容
- 曹承佑 飾 尹楚原
- 金美淑 飾 楚原的母親
- 李基英 飾 孫正旭
- 白成鉉 飾 尹鐘沅
- 安內相 飾 楚原的父親
- 金善在
- 全秀智
- 李聖旻 飾 正旭的朋友

## 外部連結
- NAVER電影 （页面存档备份，存于）